# Utvandrarnas hus
Utvandrarnas hus ligger i Museiparken i Växjö. Byggnaden är ritad av arkitekten Bent Jörgen Jörgensen och öppnades 1968. Utbyggnader har skett 1984 och 1998–1999. Utvandrarnas hus innehåller arkiv med original och kopior av amerikabrev, dagböcker och fotografier. Det finns även ett mikrofilmsarkiv över husförhörs- och andra kyrkoböcker för att ge service för släktforskning. Här finns uppgifter om miljontals svenskättlingar i Amerika.
Utvandrarnas hus är del av Kulturparken Smålands verksamhet sedan 2015. Tidigare använde stiftelsen Svenska Emigrantinstitutet utrymmet. Dess syfte var att bevara och samla in litteratur, arkiv och minnen från perioden 1846–1930 när omkring 1,3 miljoner svenskar utvandrade till USA och Kanada.
Både permanenta och tillfälliga utställningar förekommer. Det nya landet – drömmen om Amerika berättar utifrån flera perspektiv om de olika faserna under utvandringen samt hur Sverige och Amerika såg ut. Ett rum är tillägnat Vilhelm Mobergs författarskap och Utvandrarromanerna vilket visas genom fotografier, originalmanuskript och originalföremål från Vilhelm Moberg.
I Utvandrarnas hus pågår även forskningsverksamhet och forskarsalen kan besökare använda om de bokat tid. Källmaterial från emigrationen till Amerika och Kanada, specialbibliotek och digitala databaser finns tillgängligt. Sedan 2015 drivs arbetet med Utvandrarnas hus och med stiftelsens samlingar av Kulturparken Småland enligt ett samverkansavtal. 
I utställningshallen står statyn Oskar och Kristina av Axel Olsson. 
Även ett stort material om svensk utvandring till andra länder såsom Australien, Nya Zeeland, Sydamerika och andra områden finns också samlat i Utvandrarnas hus.